# トリバゴ
トリバゴ（Trivago N.V.）は、ホテル、宿泊施設、メタ検索の分野でインターネット関連のサービスや製品を専門とするドイツの多国籍テクノロジー企業である。アメリカの旅行会社エクスペディア・グループが株式の過半数を所有している。同社はオランダで法人化されている。

## trivago N.V.（運営企業）
2005年に、ロルフ・シュレームゲンス、マルテ・ジーヴァート、ペーター・フィネマイヤーにより共同設立された。2007年にホテル料金を比較するサービスを開始。当初よりスペイン、フランス、イギリスなど海外展開に注力、2013年にアジア・太平洋地域でもビジネスを開始した。
2012年12月、オンライン旅行会社のエクスペディア・グループにより買収され、以降トリバゴは同グループの一員となっている。ただしその後も、エクスペディア・グループ以外のホテル予約サイトを、比較対象に含めている。
2016年7月、エクスペディア・グループはトリバゴの株式公開を容認し、同年12月、NASDAQに上場した。エクスペディア・グループはトリバゴの株式の約6割を保有している。他方、グローバルな宿泊予約サイトの力関係により、最大のクライアントがブッキング・ホールディングスであるジレンマを抱えており、同社が実施した広告削減措置がトリバゴの収益に打撃を与える中、2019年12月に経営陣の刷新が行われた。
現在、地域別にローカライズされた54のtrivagoウェブサイトを運営する。各ウェブサイトでは、世界的に広く利用されるホテル予約サイトのほか、各地域内部で影響力を持つホテル予約サイトも、検索表示に含まれるように作られている。
日本語対応のサービス（trivago.jp）が、2010年以降行われている。

## サービス内容

### ホテル料金比較
ユーザーが検索条件（予算、旅行先、旅行のタイプ等）を選択すると、トリバゴの検索ロボットが、ネット上で提供されている料金情報を収集・比較し、選択された条件に合った宿泊プランが自動表示されるシステム。料金情報は各予約サイトの一般的な料金が対象であり、各サイトにおける会員限定割引などは対象外である。
ユーザーが希望の目的地（地名や駅名、商業施設名）を検索バーに入力後、日付を選択することにより検索が行われる。検索結果は料金、目的地からの距離、人気度、ユーザー評価などから絞り込むことができる。部屋タイプやアメニティの有無といった細かな条件で絞り込むことも可能。施設の概要には提供サービス、口コミや写真などが含まれる。ユーザーはこういった情報から興味のある施設を決定し、｢予約サイトで確認｣をクリックすると、その宿泊プランを提供する予約サイトに転送され、予約を完了することができる。なお、トリバゴと予約サイトの間でクリック単価制を採用しているため、ユーザーは無料でトリバゴのサービスを利用することができる。

### trivago Hotel Manager
宿泊施設の運営者がトリバゴ上での情報を管理することができる無料ツール。trivago Hotel Managerは検索結果で上位に表示されるためのコツや、クリック数や予約数に関する統計データなども提供している。

### トリバゴコミュニティー
各国にいるコミュニティーメンバーは、施設に関する最新の情報や写真の更新などを随時更新している。

### トリバゴホテル料金指数
トリバゴホテル料金指数とは各国の主要都市に関するホテルの平均宿泊料金（ダブルルーム1泊）を示した予測データである。毎月プレスリリースとして公表される。

## 広告
テレビ広告の重視は、最高経営責任者が推進する会社の方針となっており、ドイツでは2008年から広告の放映を開始した。これはGoogleなどのウェブ広告に過度に依存するのは経営上リスキーであり、またテレビはウェブより認知度の向上に効果的とするとする考え方に基づいている。エクスペディアは買収以降、トリップアドバイザーなど他のメタサーチに対抗する必要から、トリバゴに重点投資する意向を表明した。このため2015年にエクスペディアを上回る量のテレビ広告が放映され、2017年には収益の87%をテレビ広告を中心とする広告費に投入、旅行サイトのテレビ広告費としては突出した額となっている。
日本では2014年から主にナタリー・エモンズ主演・ナレーションによる広告が放送され、日本人男性ナレーションが起用されている（一部男性俳優の出演などもある）ものもある。2024年からは立石晴香が、2025年3月からは宮永アズサが出演するテレビCMが放送されている。